# Luis Guillermo Perinat y Elío
Luis Guillermo Perinat y Elío (Madrid, 27 de octubre de 1923) es un político y diplomático español, embajador en el Reino Unido y la Unión Soviética, diputado de la i legislatura de la Asamblea de Madrid, y senador y diputado en la ii, iii y iv legislaturas de las Cortes Generales.

## Biografía
Es hijo de Luis Perinat y Terry y Ana María de Elío y Gaztelu, ii marquesa de Campo Real, grande de España, casada en segundas nupcias con Valentín Menéndez San Juan, conde de la Cimera. Estudió en Tudela y en el madrileño colegio del Pilar, y posteriormente se licenció en derecho en la Universidad de Madrid, entrando en 1948 en la carrera diplomática.
Fue acreditado como embajador en el Reino Unido el 24 de marzo de 1976. A continuación de su misión diplomática en Londres, desempeñó el cargo embajador en la Unión Soviética entre el 6 de marzo de 1981 y el 23 de febrero de 1983. Perinat cesó para encabezar la candidatura de la coalición entre Alianza Popular, el Partido Demócrata Popular y la Unión Liberal (AP-PDP-UP) en las primeras elecciones a la Asamblea de Madrid, celebradas en mayo de 1983. Resultó elegido diputado para la i legislatura de la cámara, ejerció de portavoz del Grupo Parlamentario Popular hasta mayo de 1985.
Perinat, que fue uno de los delegados designados por las Cortes Generales para representar a España como eurodiputado en el Parlamento Europeo con motivo del acceso de España en la Comunidad Económica Europea, llegó a adquirir una de las vicepresidencias de la cámara. Posteriormente resultó elegido eurodiputado en las urnas en las elecciones europeas del 10 de junio de 1987, ejerciendo como tal hasta julio de 1989.
En las elecciones generales de 1989 resultó elegido diputado por Murcia, ejerciendo como tal en el Congreso a lo largo de la iv legislatura de las Cortes Generales.
Ha ostentado los títulos nobiliarios de marqués de Campo Real,  marqués de Perinat y barón de Ezpeleta.

## Obras
- — (1996). Recuerdos de una vida itinerante. Madrid: Compañía Literaria.[12][13]

## Distinciones
- Gran Cruz de la Orden del Mérito Civil (1973)[14][15]